# Улица Побежимова (Казань)
Улица Побежимова (тат. Побежимов урамы) — улица в Авиастроительном (бывшем Ленинском) районе города Казани. Находится в микрорайонах Караваево, Соцгород, Новое Караваево
Проходит от улицы Годовикова до пересечения улиц Ашхабадской и Глинки. Пересекается с улицами Годовикова, Трамвайной, Лукина, 2-й Ленинградской, Ленинградской, Копылова, Лечебной, Чапаева, Челюскина, Карагандинской, Поперечно-Астраханской, Центрально-Мариупольской, Малой Армавирской, Большой Армавирской, Кубанской, Краснодонской, переулками Побежимова, Кубанским и Ашхабадским, улицами Глинки и Ашхабадской.
Рядом имеется также переулок Побежимова (протяжённостью 90 метров), проходящий от улицы Побежимова до улицы Любы Швецовой.

## История
Улица названа в честь известного советского лётчика Григория Трофимовича Побежимова (1897—1937), пропавшего без вести во время перелёта из Москвы через Северный полюс в Фэрбанкс (США) в составе экипажа под командованием Героя Советского Союза С. А. Леваневского.
Развитие улицы связано со строительством авиационного комбината («Казмашстроя») и возникновением рядом с ним жилых посёлков имени Свердлова и «Юнгородок».
Начиная с 1930-х годов, в районе нынешних улиц 2-я Ленинградская — Максимова — Лукина — Побежимова формировался жилой комплекс «Юнгородок».
Одновременно рядом формировался Посёлок имени Свердлова. Два этих посёлка и определили первоначальный исторический облик улицы Побежимова и соседних с ней улиц.
До настоящего времени на улице Побежимова сохранилась часть исторической застройки. Большинство жилых домов первоначальной застройки находятся в аварийном состоянии.

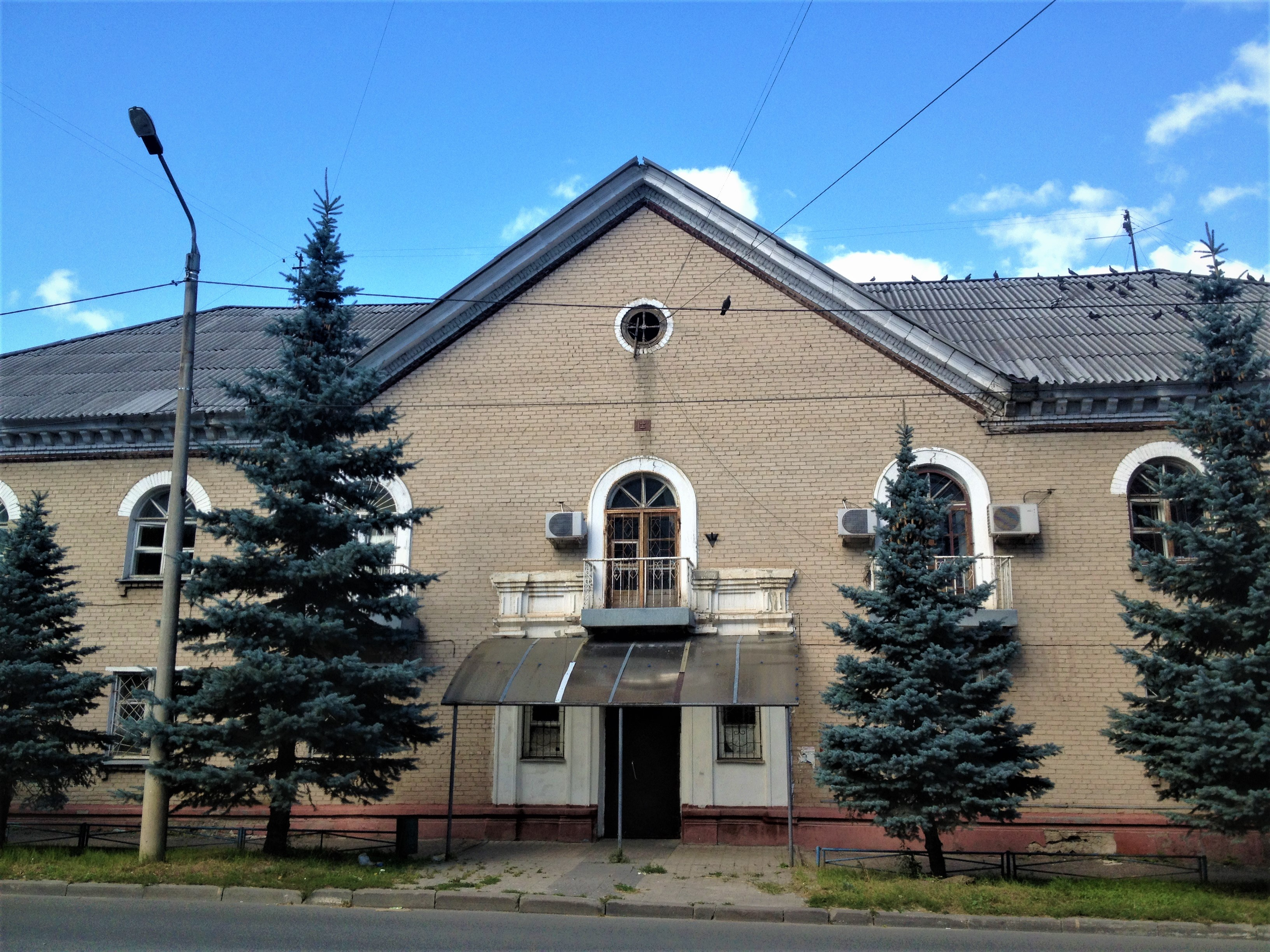
Ул. Побежимова, д. 28
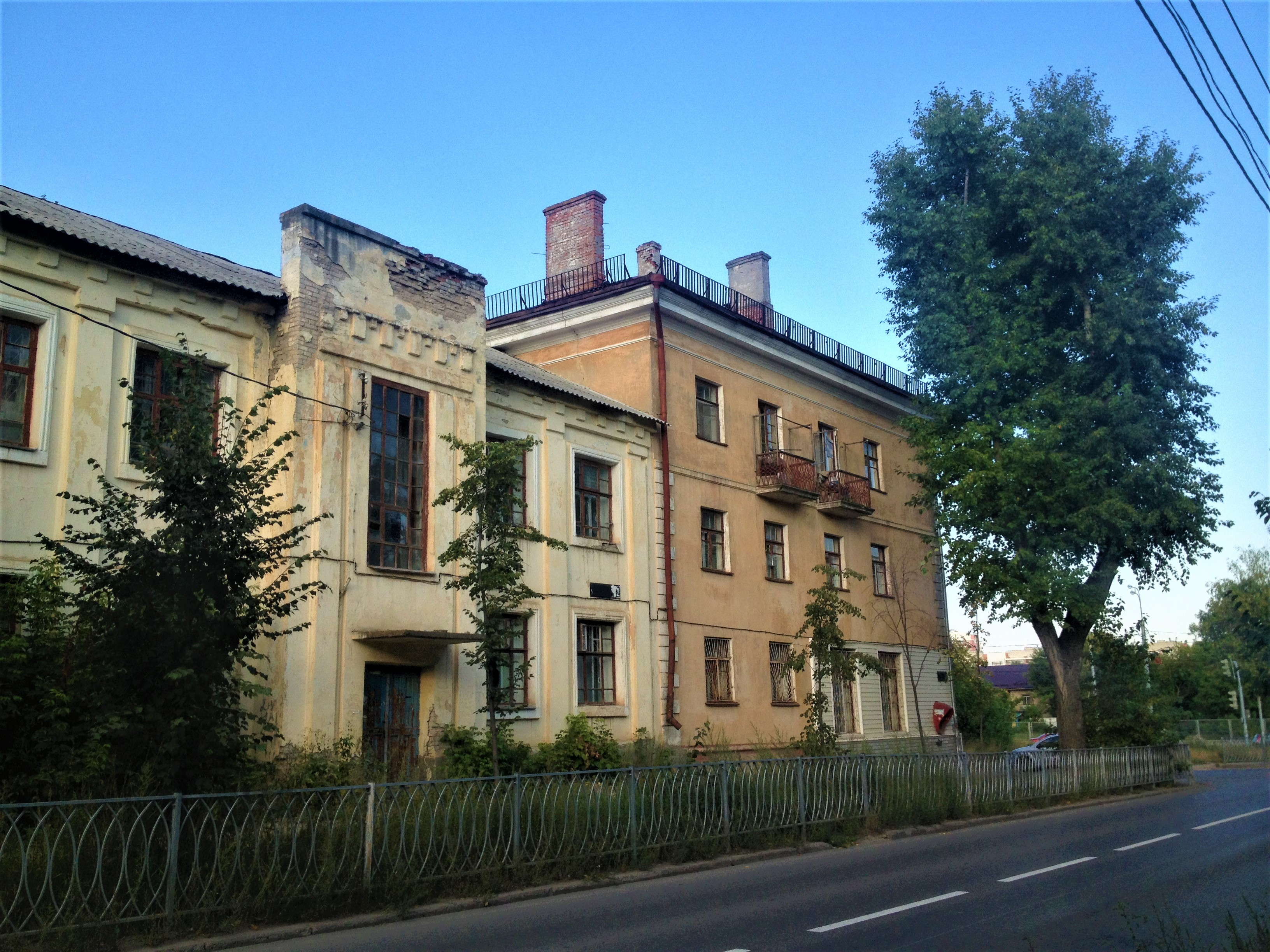
Ул. Побежимова / ул. Ленинградская, д. 30 / 15 и ул. Побежимова, д. 32
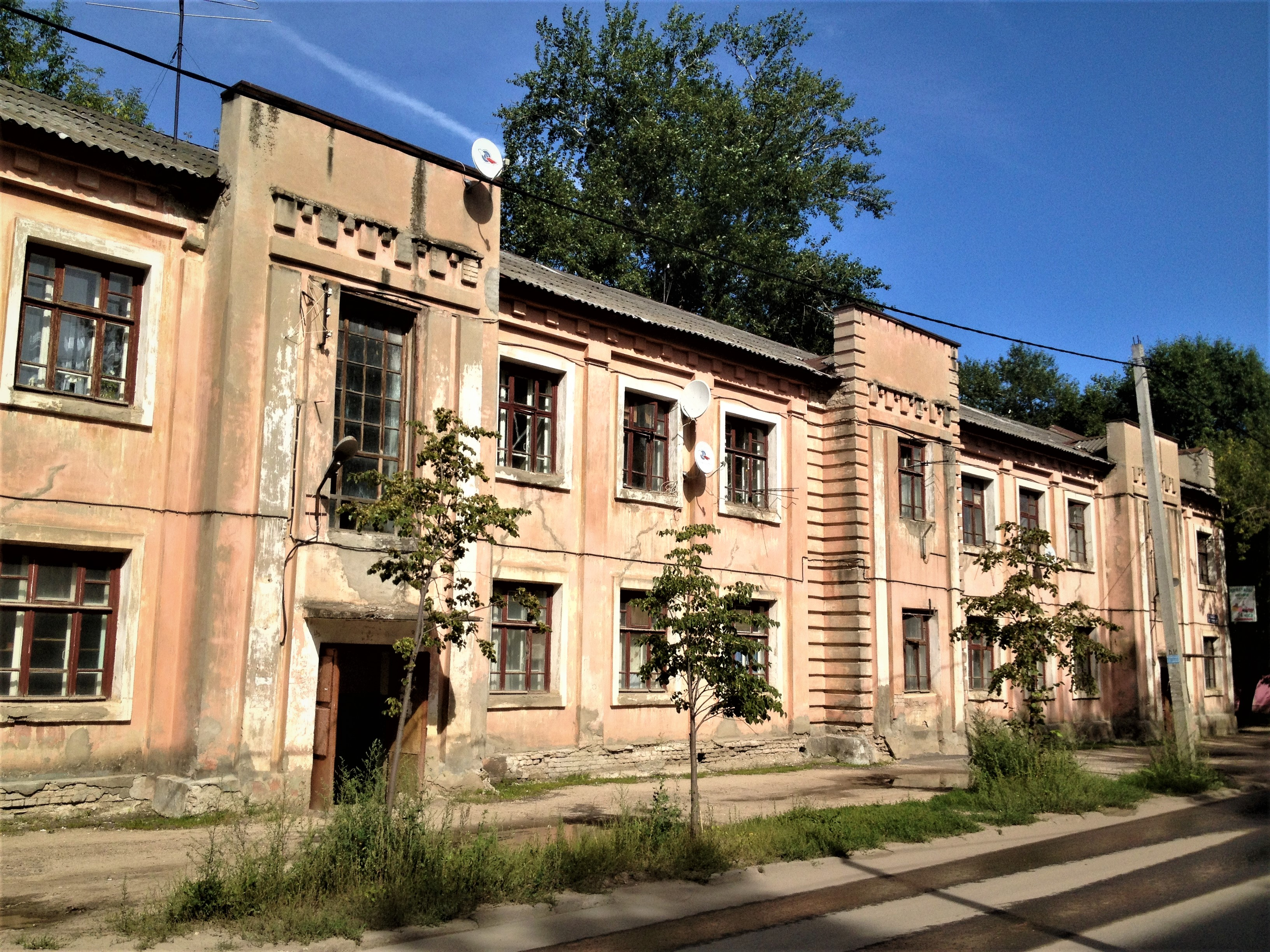
Ул. Побежимова, д. 34

## Современное состояние
Общая протяжённость улицы составляет 2393 метра.

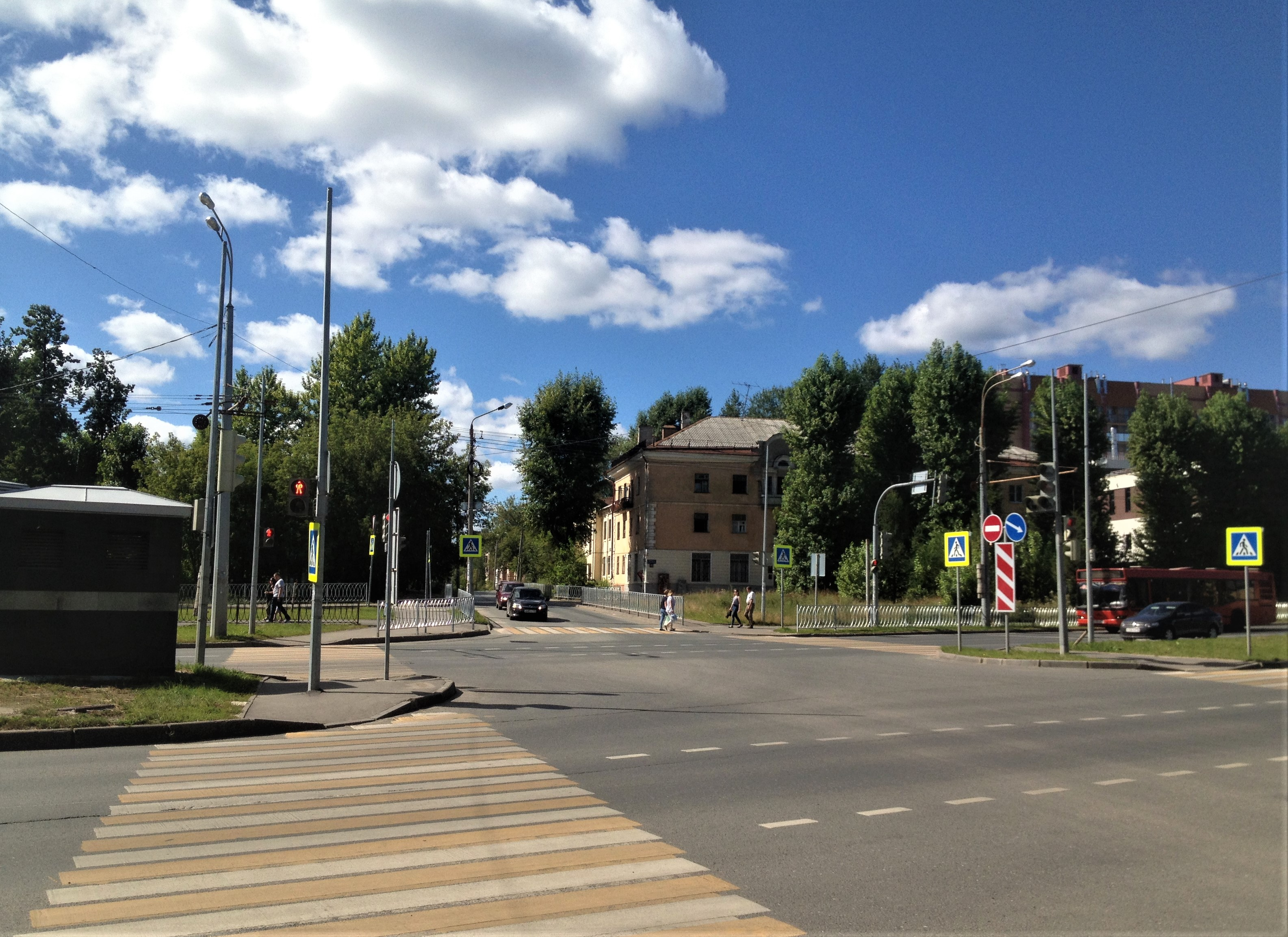
Пересечение улиц Побежимова, Копылова и Ленинградской
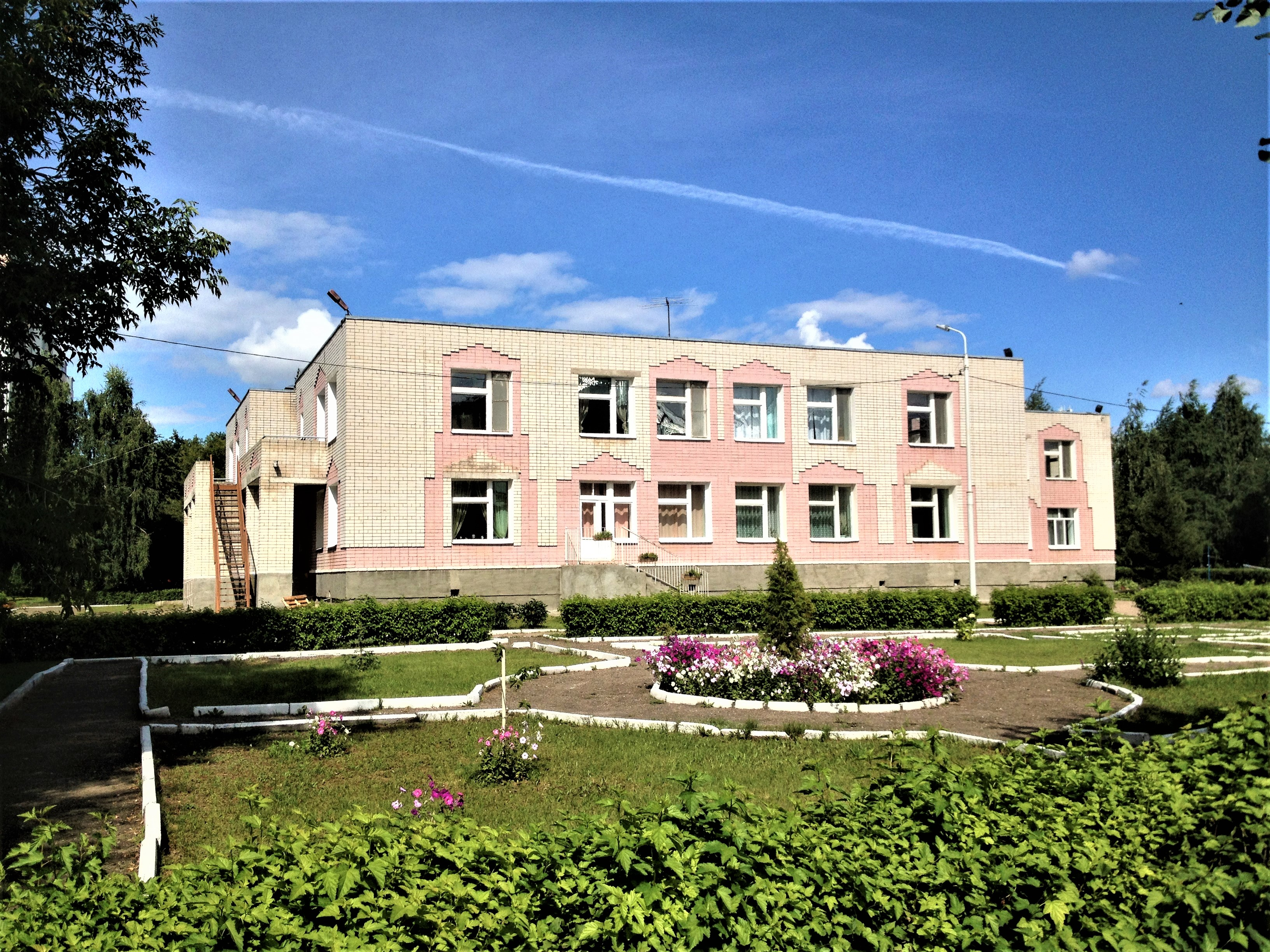
Детский сад № 152 (ул. Побежимова, д. 40)
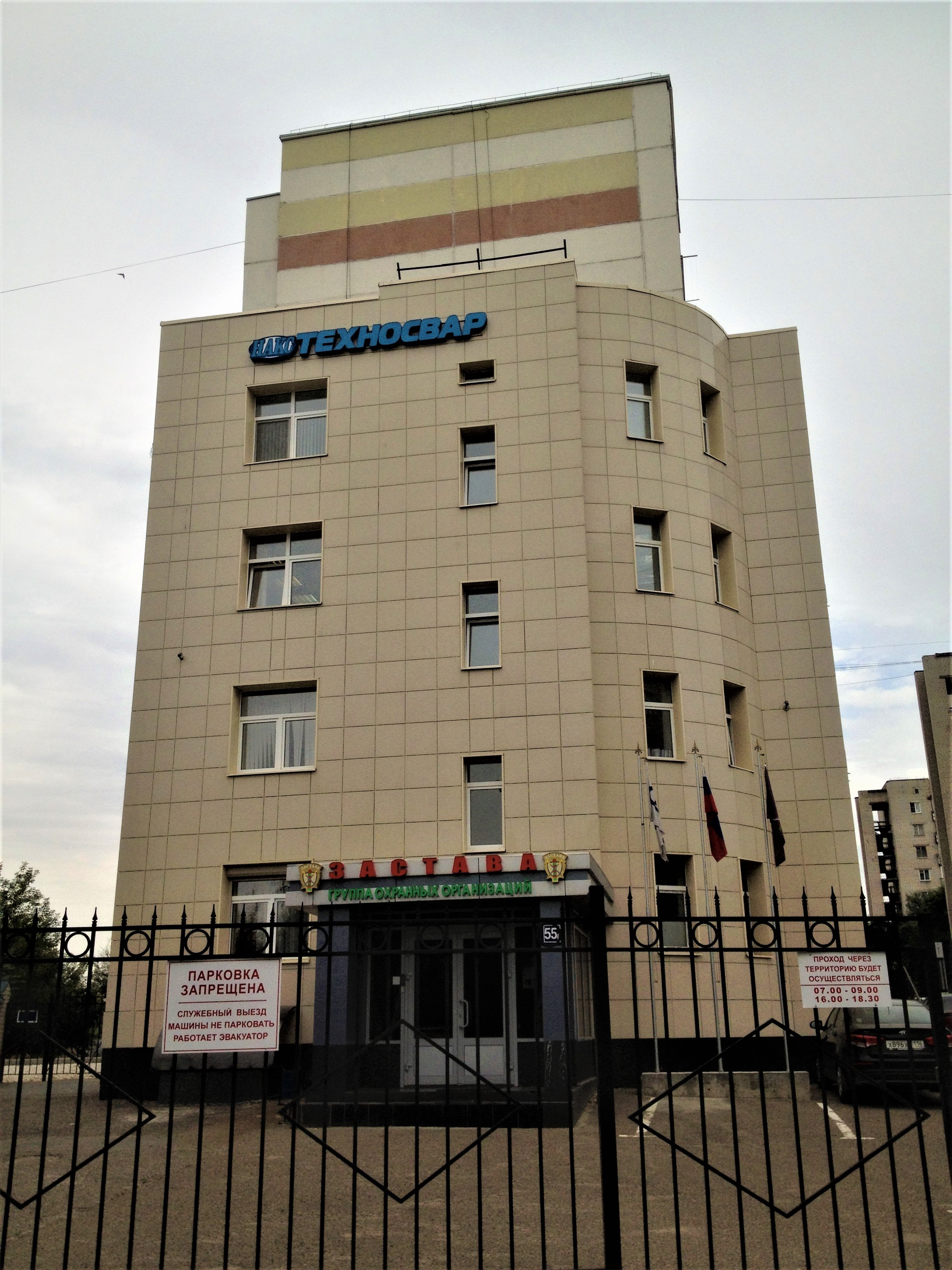
Ул. Побежимова, д. 55 А

## Объекты
- №№ 17, 24, 26, 32а, 34, 34а, 47 — жилые дома авиазавода.[6][7][8]
  - № 26 — в этом доме располагался жилищно-коммунальный отдел авиазавода.[8]
  - № 47 — библиотека № 25.[9]
- № 28 — в этом доме располагался ПТЖХ Авиастроительного района.[8]
- № 31 — АТС № 570/571 (ранее № 54).[10][8]
- № 32 — бывшее общежитие ПУ № 30.[8]
- №№ 38, 42, 46, 46а, 49, 53, 55, 57, 57а, 59 — жилые дома моторостроительного завода.[6][7]
- № 39, 41а — жилые дома треста КПД-1 Главтатстроя.[11]
- № 40 — детский сад № 152 (бывший «Рябинушка»).[12]
- № 47а — Казанский педагогический колледж[тат.].

Между улицами Побежимова, Лизы Чайкиной, Олега Кошевого и Годовикова находится построенный в 2009—2010 годах Спортивно-оздоровительный комплекс «Триумф» — один из объектов XXVII Всемирной летней Универсиады.